# Coelotes modestus
Coelotes modestus är en spindelart som beskrevs av Simon 1880. Coelotes modestus ingår i släktet Coelotes och familjen mörkerspindlar. Inga underarter finns listade i Catalogue of Life.